# Kiribati tại Thế vận hội
Đảo quốc Kiribati tham dự Thế vận hội lần đầu năm 2004. Kiribati đã góp mặt tại toàn bộ các kỳ vận hội Mùa hè kể từ đó nhưng chưa từng tham gia Thế vận hội Mùa đông.
Sau khi dự Đại hội Thể thao Khối Thịnh vượng chung lần đầu tiên năm 1998, Kiribati bắt đầu quá trình xin gia nhập Ủy ban Olympic Quốc tế (IOC). Tại cuộc họp của IOC ở Praha năm 2003, Kiribati được chấp thuận là thành viên và sẽ được tham dự Thế vận hội Mùa hè 2004. Trong lễ khai mạc đại hội, tên quốc gia này bị các quan chức phát âm sai khi phát biểu bằng tiếng Pháp, tiếng Anh và tiếng Hy Lạp. Đại diện tham dự của Kiribati gồm vận động viên (VĐV) cử tạ Meamea Thomas và VĐV chạy nước rút Kakianako Nariki (VĐV Olympic đầu tiên của Kiribati) và Kaitinano Mwemweata.

## Lịch sử
Kiribati muốn dự Thế vận hội từ những năm 1980. Ủy ban Olympic quốc gia của nước này được thành lập năm 2002, và được chấp nhận bởi IOC năm 2003.

## Cơ sở vật chất và tập luyện
Khi các VĐV tự luyện tập, họ chạy chân trần. Các VĐV Kiribati thời 80-90 phải dùng chung giày khi tập trên đường đua làm từ đá san hô vụn. Các làn chạy làm bằng đá san hô đen, được đánh dấu bằng cát biển trắng. Mùa mưa, đường chạy bị lụt, nhưng các VĐV vẫn luyện tập trên đó.
Các đô cử không có phòng gym để tập; họ luyện tập ở sau nhà huấn luyện viên. Nếu trời mưa, họ buộc phải nghỉ.

## Bảng huy chương

### Thế vận hội Mùa hè
Tính đến Thế vận hội Mùa hè 2016, Kiribati chưa giành được huy chương.
| Thế vận hội         | Số VĐV       | Vàng | Bạc | Đồng | Tổng số |
| Athens 2004         | 3            | 0    | 0   | 0    | -       |
| Bắc Kinh 2008       | 2            | 0    | 0   | 0    | -       |
| Luân Đôn 2012       | 3            | 0    | 0   | 0    | -       |
| Rio de Janeiro 2016 | 3            | 0    | 0   | 0    | -       |
| Tokyo 2020          | Chưa diễn ra |      |     |      |         |
| Paris 2024          | Chưa diễn ra |      |     |      |         |
| Los Angeles 2028    | Chưa diễn ra |      |     |      |         |
| Tổng số             | Tổng số      | 0    | 0   | 0    | -       |

## Người cầm cờ
- Athens 2004: Meamea Thomas[5]
- Bắc Kinh 2008: David Katoatau
- Luân Đôn 2012: David Katoatau
- Rio de Janeiro 2016: David Katoatau